# Orbest
Orbest — малая чартерная авиакомпания Португалии со штаб-квартирой в городе Лиссабон, специализирующаяся на туристических дальнемагистральных перевозках в страны Карибского бассейна.
Авиакомпания была основана в 2007 году в качестве дочернего подразделения испанского авиаперевозчика Iberworld, который, в свою очередь, входит в состав авиационного холдинга Orizonia Group.

## Маршрутная сеть
По состоянию на 3 июля 2009 года маршрутная сеть авиакомпании Orbest состояла из следующих пунктов назначения:
- Ямайка
  - Монтего-Бэй — Международный аэропорт имени сэра Дональда Сангстера
- Доминиканская Республика
  - Пунта Кана — Международный аэропорт Пунта Кана
- Мексика
  - Канкун — Международный аэропорт Канкун
- Португалия
  - Лиссабон — Международный аэропорт Портела

## Флот
В июле 2009 года воздушный флот авиакомпании Orbest составлял один самолёт:
По состоянию на июль 2009 года возраст A330-243 перевозчика составил 7 лет и 3 месяца.

## Пассажирский салон

### Премиум-класс
Все самолёты A330 компании Iberworld комплектуются салонами Премиум-класса с дополнительными удобствами для пассажиров. В Премиум-классе бесплатно предлагаются подушка, одеяло, наушники, газеты и журналы, бортпитание подаётся в фарфоровой посуде, напитки — в стеклянных бокалах и стаканах.

### Экономический класс
В салонах экономического класса A330 Iberworld пассажирам доступны бесплатные подушки, одеяла и бортпитание. Сервис системы развлечений в полёте предлагается на всех самолётах A330 и A320 компании Iberworld за три евро в течение всего полёта.